# Tempérament psychologique
Les tempéraments psychologiques forment une typologie créée par David Keirsey, fondée sur les types psychologiques de Carl G. Jung.

## Les 4 tempéraments
David Keirsey regroupe les 16 types psychologiques du Myers-Briggs et identifie 4 grands tempéraments ou catégories de personnalités (les pourcentages correspondent à ce qui a été relevé dans la société américaine) :
- les gardiens SJ 46,4 % ;
- les artisans SP 27 % ;
- les idéalistes NF 16,4 % ;
- les rationnels NT 10,3 %.

### Les gardiens: l'habileté logistique (SJ)
Les besoins de base du Gardien sont l'adhésion au groupe et la responsabilité. Les Gardiens ont besoin de savoir qu'ils font leur devoir. Ils valorisent la stabilité, la sécurité et le sens de la communauté. Ils se fient à la hiérarchie et à l'autorité et peuvent être surpris quand d'autres vont à l’encontre de ces structures sociales. Les gardiens savent comment les choses ont toujours été faites, et c'est à l'aide de ce savoir expérimental ou empirique qu'ils anticipent les problèmes. Ils ont le chic pour suivre les règles, les procédures et le protocole.
Les types appartenant à la catégorie Gardien sont les suivants :
- ISTJ ;
- ISFJ ;
- ESTJ ;
- ESFJ.

### Les artisans: l'habileté tactique (SP)
Les besoins de base des Artisans sont d'avoir la liberté d'agir sans obstacle et de voir un résultat marqué à leurs actions. Les artisans valorisent hautement l'esthétique, que ce soit dans la nature ou dans l'art. Leurs énergies sont concentrées sur la performance adroite, la variété et la stimulation. Les artisans ont tendance à être doués à employer les moyens disponibles pour accomplir un but. Leur créativité est révélée par la variété de solutions qu'ils trouvent. Ils sont doués à l'utilisation des instruments, que l'instrument soit la langue, les théories, un pinceau ou un ordinateur.
Les types appartenant à la catégorie Artisan sont les suivants :
- ISTP ;
- ISFP ;
- ESTP ;
- ESFP.

### Les idéalistes: l'habileté diplomatique (NF)
Les besoins de base de l'Idéaliste sont d’avoir un but à atteindre et de travailler à améliorer les choses. Les idéalistes ont besoin d’avoir un sens unique de l'identité. Ils valorisent l'union et l'authenticité. Les idéalistes préfèrent les interactions coopératives centrées sur l'éthique et la moralité. Ils ont tendance à être doués à unifier des personnes différentes et à aider les individus à réaliser leur potentiel. Ils construisent des ponts entre les gens par l'empathie et la clarification de questions plus profondes.
Les types appartenant à la catégorie Idéaliste sont les suivants :
- INFP ;
- INFJ ;
- ENFP ;
- ENFJ.

### Les rationnels: l'habileté stratégique (NT)
Les besoins de base du Rationnel sont la maîtrise de concepts, de connaissance et de compétence. Ils veulent comprendre les principes de l'univers et apprendre ou même développer des théories pour tout. Ils valorisent l'expertise, la cohérence logique, les concepts et les idées, et cherchent le progrès. Ils analysent abstraitement une situation et considèrent en amont les possibilités. La recherche, l'analyse, la quête de modèles et le développement d’hypothèses constituent pour eux une façon spontanée d'opérer.
Les types appartenant à la catégorie Rationnel sont les suivants :
- INTP ;
- INTJ ;
- ENTP ;
- ENTJ.